# Rhun mab Urien
Pour les articles homonymes, voir Rhun Hir ap Maelgwn et Rhun (roi).
Rhun mab Urien, un Breton insulaire qui vivait vers l'an 600, était l'un des quatre fils  de Urien, roi de Rheged.

## Personnage historique
Rhun semble être demeuré après la mort de son frère Owain mab Urien en 595 un souverain vassal de la Northumbrie sur une partie de l'ancien royaume de Rheged.
Selon l'Historia Brittonum de Nennius,  et les Annales Cambriae le roi Edwin de Northumbrie reçoit le baptême en 626 avec 1.200 de ses sujets des mains de Rhun Map Urien. Bède le Vénérable de son côté attribue ce baptême qu'il place le « 12 avril 627 jour de Pâques dans l'église de l'apôtre Pierre dans la ville d'York  » à l'évêque Paulinus.

## Postérité
Les généalogies galloises donnent à Rhun qui était sans doute entré dans les Ordres, comme  fils et successeur Rhoeth ou Rhwyth (fr. 635) lui-même père de la princesse Rhiainmelt épouse du roi Oswy. Cette union marque la disparition définitive du royaume de Rheged.

## Sources
- (en) Mike Ashley The Mammoth Book of British Kings & Queens Robinson (London 1998)  (ISBN 1841190969) « Rhun map Urien » p. 107
- (en) Peter Bartrum, A Welsh classical dictionary: people in history and legend up to about A.D. 1000, Aberystwyth, National Library of Wales, 1993 (ISBN 9780907158738), p. 645-646  RHUN ab URIEN RHEGED. (550)
- (en) Tim Clarkson, The Men of the North. The Britons of southern Scotland, Edinburgh, John Donald, 2010, 230 p. (ISBN 9781906566180), p. 76,110,120,124.